# Carl Friedrich Kunz
Carl Friedrich Kunz, auch Karl Friedrich Kunz, Pseudonym Zacharias Funck (* 19. Juli 1785 in Zerbst/Anhalt; † 27. Januar 1849 in Bamberg) war ein deutscher Weinhändler, Leihbibliothekar, Verleger und Schriftsteller.

## Leben
Nach seiner Kindheit in Zerbst absolvierte Kunz in Magdeburg bei seinem Onkel Ferdinand Kunz an dessen Handelsschule eine Ausbildung zum Kaufmann, war aber stets an Literatur und Theater interessiert. Nach Begegnungen mit Ludwig Devrient und August Wilhelm Iffland kam er im Jahr 1806 nach Bamberg und etablierte dort im Jahr 1809 eine Weinhandlung. Sein Haus wurde zu einem Treffpunkt von einheimischen und durchreisenden Gelehrten, Musikern, Schauspielern und Schriftstellern; u. a. verkehrten E. T. A. Hoffmann und Jean Paul hier. Am 2. Januar 1813 eröffnete Kunz ein Königlich privilegirtes neues Leseinstitut, das bis 1828 mit einem Bestand von 15.000 Bänden zur größten Leihbibliothek Bayerns wurde. „Das Lese-Institut war […] die beste Leihbibliothek Bayerns. Der geschäftliche Erfolg war aber so ‚unverhältnismäßig‘ gering, daß sich Kunz entschloß, sein Leseinstitut nicht mehr fortzuführen. Er schloß es wahrscheinlich am Ende des Jahres 1828.“ Die reichen Buchbestände dürften von anderen Bamberger Leihbibliotheken übernommen worden sein. 
Im Jahr 1814 gründete Kunz in Bamberg auch eine Verlagsbuchhandlung. Zu den ersten Titeln, die in seinem Verlag erschienen, gehörten Hoffmanns Fantasiestücke in Callot’s Manier, Gotthilf Heinrich Schuberts Symbolik des Traums und Friedrich Gottlob Wetzels Schriftproben. Für Hoffmanns anonym veröffentlichten Fantasiestücke hatte Kunz Jean Paul als Vorredner gewinnen können. Eine zweite, durchgesehene Auflage der Fantasiestücke kam, vermehrt um ein Bildnis des Verfassers, 1819 bei Kunz heraus. Neben religiösen oder philosophischen Schriften verlegte Kunz auch medizinische Werke von Adalbert Friedrich Marcus oder Adolph Henke, kunsthistorische Arbeiten von Joseph Heller und literaturkritische, so von Otto von Loeben (Lotosblätter. Fragmente von Isidorus, 1817). Kurzzeitig kam bei Kunz eine Zeitschrift heraus, Wöchentliche Kunstnachrichten für Künstler, Kunstfreunde, Literatoren, Kunst- und Buchhändler (1825/26), die Joseph Heller redigierte. Nach zahlreichen Publikationen verkaufte er im Jahre 1833 seinen Verlag und widmete sich fortan eigenen schriftstellerischen Projekten, so seinen Lebenserinnerungen, einer Bearbeitung des Götz von Berlichingen und mehreren Anthologien. Kunz bediente sich bei seinen Publikationen des Pseudonyms Z. Funck.

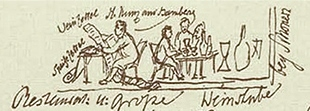
„Herr Kunz aus Bamberg“ bei der Lektüre eines „Weinzettels“

Nach Kunz ist der „Kunzische“ oder „Kunzsche Riss“ benannt, den Hoffmann im Sommer 1815 aus Berlin an Kunz schickte.

## Werke
- Unpartheiische Ansichten eines tiefeingeweihten Freimaurers. Enthaltend: was derselbe früher von der Maurerei dachte ... und wie sie der Laie zu betrachten hat. Mit besonderer Berücksichtigung des ohnlängst erschienenen Buchs: Sarsena .... Bamberg 1817. (Digitalisat)
- Lesefrüchte aus dem Gesammtgebiete der höhern Unterhaltungs-Literatur. Bamberg 1836.
- Erinnerungen aus meinem Leben in biographischen Denksteinen und anderen Mittheilungen. Bd. 1–2: Leipzig, Brockhaus 1836–1838; Bd. 3: Schleusingen, Glaser 1839. 
  - Bd. 1: Aus dem Leben zweier Dichter: Ernst Theodor Wilhelm Hoffmann's und Friedrich Gottlob Wetzel's. (Digitalisat)
  - Bd. 2: Aus dem Leben zweier Schauspieler: August Wilhelm Iffland's und Ludwig Devrient's. (Digitalisat)
  - Bd. 3: Jean Paul Friedrich Richter.
- Götz von Berlichingen mit der eisernen Hand. Dramatisches Heldengemälde des 16. Jahrhunderts nach Göthe. Bearb. und für das Theater im Freien bei dem Theresien-Volksfest zu Bamberg in Scene gesetzt. In 6 Abtheilungen. Literarisch-artistisches Institut, Bamberg 1839. (Digitalisat)
- Das Buch deutscher Parodieen und Travestieen. Palm, Erlangen 1840/41. (Digitalisat des Ersten Cyclus)
- Klänge aus der Zeit. Hervorgerufen durch die neuesten politischen Ereignisse und zunächst durch das Becker'sche Rheinlied. Palm, Erlangen 1841.

## Herausgeberschaft
- Rahel. Geistes- und Charakter-Gemälde dieser großen Frau, in sorgfältig gewählten Stellen des Vortrefflichsten aus ihren Briefen und Tagebüchern. Toiletten-Geschenk für die Gebildetesten des weiblichen Geschlechts. Dresch, Bamberg 1835. (Digitalisat)
- Bettina. Geistes- und Charakter-Gemälde dieser ausgezeichneten Frau, in sorgfältig gewählten Stellen des Vortrefflichsten aus ihren Briefen und ihrem Tagebuche. Toiletten-Geschenk für die Gebildetesten des weiblichen Geschlechts. Seitenstück zu: "Rahel". Dresch, Bamberg 1836. (Digitalisat)
- Lesefrüchte aus dem Gesammtgebiete der höhern Unterhaltungs-Literatur für die gebildete Lesewelt. 1. Januar bis Juni. Bestehend in sorgfältiger Auswahl der interessantesten Erzählungen und Novellen, des Erheblichen aus dem Fache der Geschichte, der Natur, Länder- und Völkerkunde, einer Übersicht der merkwürdigsten Literatur- und Kunsterzeugnisse u.s.w. Humann, Bamberg 1836.